# Elecciones departamentales y municipales de Uruguay de 2010
Las elecciones departamentales y municipales de 2010 en Uruguay se celebraron el domingo 9 de mayo del mismo año, en los 19 departamentos del país. En cada departamento se eligió al intendente (primer figura del ejecutivo departamental) y 31 ediles; y un alcalde y 4 concejales por cada una de las alcaldías. En todo el país se eligieron 19 intendentes, 589 ediles, 89 alcaldes y 356 concejales.
Los cinco partidos del país (Frente Amplio, Partido Nacional, Partido Colorado, Partido Independiente y Asamblea Popular) estuvieron presentes en estas elecciones, aunque sólo los tres primeros presentaron candidatos en los 19 departamentos.
El resultado fue: doce intendencias para el Partido Nacional (recupera tres, pierde una), cinco para el Frente Amplio (pierde cuatro, conquista una) y dos para el Partido Colorado (gana una más). Estos comicios podrían considerarse como el mayor retroceso del Frente Amplio en su historia electoral, considerando tanto el caudal electoral total como la cantidad de intendencias perdidas, según palabras de la senadora frenteamplista y politóloga Constanza Moreira. El propio Frente Amplio también hizo su análisis de este retroceso.

## Panorama general

### Preámbulo
En los anteriores comicios municipales de 2005 por primera vez el Frente Amplio cosechó 8 intendencias. El Partido Nacional obtuvo 10 y el Partido Colorado apenas una.
Casi todos los intendentes frenteamplistas y algunos blancos del período 2005-2010, procuraron la reelección. Al mismo tiempo, 5 intendentes de ese período estaban en su segundo periodo consecutivo, debido a lo cual esos mandatarios estuvieron impedidos de buscar otra reelección consecutiva.
Otro factor de peso en el panorama político de cara a estas elecciones fueron los resultados de la votación en las elecciones internas de junio de 2009 en las que varios dirigentes obtuvieron una votación favorable y se sintieron animados a postularse a intendentes en función de su nuevo caudal electoral. También hubo quienes, como en la anterior ocasión, vieron frustradas sus chances.

## Elecciones por departamento

### Artigas

#### Desarrollo
Históricamente, este departamento ha sido un bastión del Partido Colorado. Sin embargo, tras las elecciones del 2005, triunfó el Partido Nacional.
En el Partido Colorado se presentaron Jorge Riani Baranzano y Rodolfo Riani, mientras que en el Partido Nacional lo hicieron Mario Ayala y el saliente intendente Julio Silveira.
Por el Frente Amplio se presentó la diputada Patricia Ayala y el director del Hospital de Artigas, Silvio Ríos, mientras que por el Partido Independiente se presentó Ariel de Vargas, del Movimiento de los Comunes.
Finalmente resultó elegida Patricia Ayala.

#### Candidatos
| Elecciones municipales Artigas |                       |
| Candidato                      | Partido               |
| Patricia Ayala                 | Frente Amplio         |
| Silvio Ríos                    | Frente Amplio         |
| Mario Ayala                    | Partido Nacional      |
| Julio Silveira                 | Partido Nacional      |
| Jorge Riani Baranzano          | Partido Colorado      |
| Rodolfo Riani                  | Partido Colorado      |
| Ariel de Vargas                | Partido Independiente |
| Daniel Suárez                  | Asamblea Popular      |

#### Encuestas de opinión
| Encuestas de opinión |                     |                                                              |
| Fuente               | Fecha               | Resultados                                                   |
| Ágora                | Publicada 13/4/2010 | Frente Amplio 42%, Partido Nacional 27%, Partido Colorado 7% |

### Canelones

#### Desarrollo
En 2005, por primera vez triunfó el Frente Amplio de la mano de Marcos Carámbula. Es ya habitual que "el partido que gana en Canelones, gana también la Presidencia de la República", y esto concita gran expectativa. En septiembre de 2009, se conoció un estudio de opinión que indicaba que el 50% de los canarios aprobaba su gestión al frente de la Intendencia, hecho que lo colocó en una buena situación para buscar la reelección. Otros posibles candidatos que se manejaron a la interna del Frente Amplio fueron Ernesto Agazzi, y el nuevoespacista Horacio Yáñez, siendo elegido finalmente Marcos Carámbula como candidato único del Frente Amplio.
El Partido Colorado postuló a Sergio Perrone.
Por otra parte, en el Partido Nacional, las elecciones internas marcaron un fortalecimiento de Alberto Perdomo y Luis Alberto Lacalle Pou. Alberto Perdomo se distanció en septiembre de 2009, antes de las Elecciones Presidenciales, de su sector, Alianza Nacional. Esto hizo que se empezara a manejar un tercer nombre por el Partido Nacional. Este nuevo nombre fue el del diputado Daniel Peña Fernández. Finalmente, Perdomo tuvo algunos problemas de salud en noviembre de 2009, lo que llevó a bajarse de su candidatura y apoyar a Lacalle Pou. Es así, que el Partido Nacional concurre a estas elecciones con las candidaturas de Luis Alberto Lacalle Pou y Daniel Peña Fernández.
Asamblea Popular postuló a Milton Franco y el Partido Independiente postuló a Pamela de Lucía.
Finalmente Marcos Carámbula resultó reelecto.

#### Canditatos
| Elecciones municipales Canelones |                       |
| Candidato                        | Partido               |
| Marcos Carámbula                 | Frente Amplio         |
| Luis Alberto Lacalle Pou         | Partido Nacional      |
| Daniel Peña                      | Partido Nacional      |
| Sergio Perrone                   | Partido Colorado      |
| Diego Iglesias                   | Partido Colorado      |
| Pamela de Lucía                  | Partido Independiente |
| Milton Franco                    | Asamblea Popular      |

#### Encuestas de opinión
| Encuestas de opinión |                                      | |
| Fuente               | Fecha                                | Resultados |
| Interconsult         | 4 de abril de 2010                   | Frente Amplio 53%, Partido Nacional 18%, Partido Colorado 7%, Partido Independiente 2%, AP <1%.                              |
| Equipos Mori         | Entre el 3 y el 5 de febrero de 2010 | Frente Amplio 57%, Partido Nacional 20%, Partido Colorado 5%, Partido Independiente 1%, Indecisos 13%, en blanco/anulado 4%. |

### Cerro Largo

#### Desarrollo
En este departamento de larga tradición blanca, el intendente Ambrosio Barreiro se vio impedido de ser reelegido, por lo que por ese partido se postularon Sergio Botana y Fernando Riet.
En el Frente Amplio, Gustavo Guarino declinó ocupar un cargo en el gabinete presidencial para postularse a estas elecciones. Yerú Pardiñas fue el otro candidato del Frente Amplio.
Asamblea Popular postuló a Juan José Araújo y el Partido Colorado a Mauricio Crosa y a Walkiria Olano.
Finalmente resultó elegido Sergio Botana.

#### Candidatos
| Elecciones municipales Cerro Largo |                  |
| Candidato                          | Partido          |
| Gustavo Guarino                    | Frente Amplio    |
| Yerú Pardiñas                      | Frente Amplio    |
| Sergio Botana                      | Partido Nacional |
| Fernando Riet                      | Partido Nacional |
| Mauricio Crosa                     | Partido Colorado |
| Walkiria Olano                     | Partido Colorado |
| Juan José Araújo                   | Asamblea Popular |

### Colonia

#### Desarrollo
Este departamento está en manos de los blancos desde hace varios periodos, y el intendente Walter Zimmer fue en busca de la reelección. También contó con chances el ex intendente Carlos Moreira. Los colorados postularon a Daniel Bianchi, Martín Álvarez y Ariel Batiste. El Frente Amplio postuló a Mario Álvarez, Ricardo Aranda y Jorge Mota. Por su parte, Asamblea Popular postuló a Mario Viera.
Finalmente resultó reelecto Walter Zimmer.

#### Candidatos
| Elecciones municipales Colonia |                  |
| Candidato                      | Partido          |
| Mario Álvarez                  | Frente Amplio    |
| Ricardo Aranda                 | Frente Amplio    |
| Jorge Mota                     | Frente Amplio    |
| Walter Zimmer                  | Partido Nacional |
| Carlos Moreira                 | Partido Nacional |
| Daniel Bianchi                 | Partido Colorado |
| Martín Álvarez Ingold          | Partido Colorado |
| Ariel Batiste                  | Partido Colorado |
| Mario Viera                    | Asamblea Popular |

#### Encuestas de opinión
| Encuestas de opinión |                                      |                                                                                               |
| Fuente               | Fecha                                | Resultados                                                                                    |
| Interconsult         | publicada 3/5/2010                   | Frente Amplio 33%, Partido Nacional 42%, Partido Colorado 14%, Otros o en blanco 2%, NS/NC 8% |
| Cifra                | Entre el 28 de marzo y el 4 de abril | Frente Amplio 30%, Partido Nacional 41%, Partido Colorado 12%, indecisos, otros 17%           |
| Equipos Mori         | Entre el 30 y 31 de enero de 2010    | Frente Amplio 29%, Partido Nacional 50%, Partido Colorado 11%, no sabe o no contesta 10%      |

### Durazno

#### Desarrollo
Departamento de larga tradición blanca. El intendente Carmelo Vidalín, en su segundo periodo consecutivo, no pudo ser reelegido. Benjamín Irazábal y Juan José Bruno aspiraron al sillón comunal. En el Frente Amplio se manejaron las postulaciones del emepepista Martín Tierno y del socialista Jorge Menéndez.
El Partido Independiente postuló a Alfredo Zarza.
Finalmente resultó elegido el ingeniero Benjamín Irazábal.

#### Candidatos
| Elecciones municipales Durazno |                       |
| Candidato                      | Partido               |
| Jorge Menéndez                 | Frente Amplio         |
| Martín Tierno                  | Frente Amplio         |
| Benjamín Irazábal              | Partido Nacional      |
| Juan José Bruno                | Partido Nacional      |
| Horacio Abella                 | Partido Colorado      |
| Carlos Gasparri                | Partido Colorado      |
| Alfredo Zarza                  | Partido Independiente |
| Roberto Correa                 | Asamblea Popular      |

### Flores

#### Desarrollo
Otro departamento de prolongada tradición blanca. El intendente Armando Castaingdebat fue en busca de la reelección. Mientras que, el Frente Amplio presentó dos candidatos: Fernando Longo y Martín Pedreira.
Finalmente resultó reelecto Armando Castaingdebat.

#### Candidatos
| Elecciones municipales Flores |                       |
| Candidato                     | Partido               |
| Fernando Longo                | Frente Amplio         |
| Martín Pedreira               | Frente Amplio         |
| Armando Castaingdebat         | Partido Nacional      |
| Luis Aguilar                  | Partido Colorado      |
| Omar Paris                    | Partido Colorado      |
| Carlos Mecol                  | Partido Colorado      |
| Alejandro Bidondo             | Partido Independiente |

### Florida

#### Desarrollo
Florida es un departamento que en todas las elecciones cambió de mano: colorado en 1984, blanco en 1989, colorado en 1994, blanco en 2000 y en 2005 por primera vez con un intendente frenteamplista, Juan Giachetto, que no descartaba su reelección. Además por su mismo partido se postuló Álvaro Vega.
Asamblea Popular postuló a José Luis Colombo, mientras que el Partido Nacional impulsó a Carlos Enciso, Hermógenes Fernández y Germán Fierro. En un electrizante final voto a voto, resultó vencedor Carlos Enciso.

#### Candidatos
| Elecciones municipales Florida |                  |
| Candidato                      | Partido          |
| Juan Giachetto                 | Frente Amplio    |
| Álvaro Vega                    | Frente Amplio    |
| Carlos Enciso                  | Partido Nacional |
| Hermógenes Fernández           | Partido Nacional |
| Germán Fierro                  | Partido Nacional |
| Pablo Lanz Adib                | Partido Colorado |
| José Pedro Delgado             | Partido Colorado |
| José Luis Colombo              | Asamblea Popular |

### Lavalleja

#### Desarrollo
El anterior intendente blanco Herman Vergara cumplió su segundo período y no pudo volver a postularse. Óscar Ximénez y Adriana Peña fueron los candidatos por el Partido Blanco, resultando electa esta. En el Partido Colorado también llevó dos candidatos: Gustavo Risso y Robert Bouvier. El Partido Independiente por su parte, presentó como candidato a Juan José Correa Colmán, la Asamblea Popular al periodista Efraín Chury Iribarne y el Frente Amplio presentó un candidato único, el Dr. en medicina Daniel Ximénez., quien ejerció hasta hace poco la Dirección del Hospital Departamental Vidal y Fuentes.

#### Candidatos
| Elecciones municipales Lavalleja |                       |
| Candidato                        | Partido               |
| Daniel Ximénez                   | Frente Amplio         |
| Adriana Peña                     | Partido Nacional      |
| Óscar Ximénez                    | Partido Nacional      |
| Robert Bouvier                   | Partido Colorado      |
| Gustavo Risso Singlán            | Partido Colorado      |
| Juan José Correa                 | Partido Independiente |
| Efraín Chury Iribarne            | Asamblea Popular      |

### Maldonado

#### Desarrollo
Tal vez el departamento políticamente más codiciado después de Montevideo y Canelones, y también uno de los que presentan mayor crecimiento poblacional. El intendente en el período 2005 - 2010 Óscar de los Santos tenía a principios de 2009, una aprobación del 42%, y buscó la reelección (que finalmente logró), mientras que el también frenteamplista Darío Pérez también buscó ser electo por ese partido, como Ricardo Alcorta. Por su parte el Partido Nacional también aspiraba a recuperar el sillón que retuviera durante 15 años ininterrumpidos, postulando a las figuras del ex intendente Enrique Antía y al diputado Federico Casaretto, así como también a Dina Fernández.
Asamblea Popular postuló a Carlos Pérez y el Partido Independiente postuló a Asdrúbal Serrón.

#### Candidatos
| Elecciones municipales Maldonado |                       |
| Candidato                        | Partido               |
| Óscar de los Santos              | Frente Amplio         |
| Darío Pérez Brito                | Frente Amplio         |
| Ricardo Alcorta                  | Frente Amplio         |
| Enrique Antía                    | Partido Nacional      |
| Federico Casaretto               | Partido Nacional      |
| Dina Fernández                   | Partido Nacional      |
| Eduardo Elinger                  | Partido Colorado      |
| Conrado Bonilla                  | Partido Colorado      |
| Asdrúbal Serrón                  | Partido Independiente |
| Carlos Pérez                     | Asamblea Popular      |

#### Encuestas de opinión
| Encuestas de opinión |                                   | |
| Fuente               | Fecha                             | Resultados |
| Equipos Mori         | 14 al 18/4/2010                   | Frente Amplio 47%, Partido Nacional 31%, Partido Colorado 13%, Partido Independiente 1%, En blanco o anulado 1%, Indecisos 7%    |
| Cifra                | 27 al 30 de marzo de 2010         | Frente Amplio 49%, Partido Nacional 27%, Partido Colorado 13%, Partido Independiente 1%, Indefinidos 10%                         |
| People's Tendencies  | 17 al 18 de marzo de 2010         | Frente Amplio 35%, Partido Nacional 32.5%, Partido Colorado 7%, Partido Independiente 1.5%, Asamblea Popular 1%, Indefinidos 23% |
| Factum               | 6 y 7 de marzo de 2010            | Frente Amplio 49%, Partido Nacional 26%, Partido Colorado 15%, P.Indep.+A.Popular 1%, Blanco/Anulados 3%, Indefinidos 6%         |
| Equipos Mori         | 26 al 28 de enero de 2010         | Frente Amplio 44%, Partido Nacional 35%, Partido Colorado 11%, Indefinidos 10%                                                   |
| Factum               | Entre el 23 y 24 de enero de 2010 | Frente Amplio 55%, Partido Nacional 30%, Partido Colorado 8%, Indefinidos 7%                                                     |

### Montevideo

#### Desarrollo
Desde 1989, el Frente Amplio ha mantenido el dominio en la capital uruguaya, y desde allí se proyectó como una opción de gobierno municipal a otros departamentos de país. Cerca de culminar su mandato, Ricardo Ehrlich mantiene cifras de aprobación superiores al 50%, y manifestó se siente dispuesto a buscar la reelección. No obstante, debido a su nominación como Ministro de Educación y Cultura no se presentará en esta contienda. Por otra parte, dentro del Frente Amplio se manejaron las candidaturas de Daniel Martínez, Carlos Varela,
 Miguel Fernández Galeano y Ana Olivera. Siendo finalmente elegida Olivera como candidata única.
El Partido Nacional decidió llevar dos candidatos: Ana Lía Piñeyrúa por Unidad Nacional, y Javier de Haedo por Alianza Nacional.
Por el Partido Colorado se postula Ney Castillo, presidente de la FUB.
Por su parte, el Partido Independiente fue el primero que definió una candidatura para este departamento, recayendo esta responsabilidad en Mariela Demarco.
Una novedad para esta elección municipal, será la creación de ocho alcaldías dentro de Montevideo, que también serán electas por la ciudadanía, en el marco de la aplicación de la nueva ley.
Finalmente resultó elegida Ana Olivera.

#### Candidatos
| Elecciones municipales Montevideo |                       |
| Candidato                         | Partido               |
| Ana Olivera                       | Frente Amplio         |
| Javier de Haedo                   | Partido Nacional      |
| Ana Lía Piñeyrúa                  | Partido Nacional      |
| Ney Castillo                      | Partido Colorado      |
| José Villar                       | Partido Colorado      |
| Mariella Demarco                  | Partido Independiente |
| Eduardo Rubio                     | Asamblea Popular      |

#### Encuestas de opinión
| Encuestas de opinión |                     | |
| Fuente               | Fecha               | Resultados |
| Interconsult         | publicada 3/5/2010  | Frente Amplio 51%, Partido Nacional 22%, Partido Colorado 14%, Otros 2%, En blanco o anulados 4%, NS/NC 6%                                          |
| Equipos Mori         | 14 al 19/4/2010     | Frente Amplio 52%, Partido Nacional 18%, Partido Colorado 12%, Partido Independiente 1%, Asamblea Popular 1%, En blanco o anulados 7%, Indecisos 8% |
| Cifra                | abril de 2010       | Frente Amplio 44%, Partido Nacional 18%, Partido Colorado 14%, Partido Independiente 1%, Asamblea Popular 2%, En blanco, anulado e indecisos 19%    |
| Factum               | publicada 16/4/2010 | Frente Amplio 47%, Partido Nacional 23%, Partido Colorado 13%, Partido Independiente 2%, Asamblea Popular 2%, En blanco, anulados e indefinidos 13% |
| Interconsult         | publicada 12/4/2010 | Frente Amplio 48%, Partido Nacional 20%, Partido Colorado 13%, Partido Independiente 1%, En blanco 4%, indefinidos 13%                              |
| Cifra                | publicada 9/3/2010  | Frente Amplio 49%, Partido Nacional 18%, Partido Colorado 12%, Partido Independiente 1%, indefinidos 15%                                            |

### Paysandú

#### Desarrollo
En 2005, por primera vez triunfó el Frente Amplio con Julio Pintos que procuró ahora la reelección, también se postuló Salomé Wolman, mientras que en el Partido Nacional se presentaron el diputado aliancista Bertil Bentos, Daniel Arcieri y otro del sector del diputado aliancista, David Doti. Por el Partido Colorado fue candidato el diputado Walter Verri.
Finalmente resultó elegido Bertil Bentos.

#### Candidatos
| Elecciones municipales Paysandú |                  |
| Candidato                       | Partido          |
| Julio Pintos                    | Frente Amplio    |
| Salomé Wolman                   | Frente Amplio    |
| Bertil Bentos                   | Partido Nacional |
| Daniel Arcieri                  | Partido Nacional |
| David Doti                      | Partido Nacional |
| Walter Verri                    | Partido Colorado |
| Ricardo Molinelli               | Partido Colorado |
| Daniel Buzzo                    | Partido Colorado |
| Aida Cocchiararo                | Asamblea Popular |

#### Encuestas de opinión
| Encuestas de opinión |                               |                                                                                           |
| Fuente               | Fecha                         | Resultados                                                                                |
| Interconsult         | Publicada 26 de abril de 2010 | Frente Amplio 42%, Partido Nacional 34%, Partedo Colorado 16%, En blanco 2%, indecisos 7% |

### Río Negro

#### Desarrollo
Luego de dos décadas de administración colorada, en 2005 ingresó el blanco Omar Lafluf al palacio municipal; en la presente elección fue por la reelección, que finalmente conisgió. Otro blanco que se postuló es Walter Siburlati.
En el Partido Colorado, el exintendente Ruben Rodríguez López (VU) es el líder de la interna. Se presentó también el productor rural Marcos Batlle.
En el Frente Amplio compitieron tres candidatos; Oscar Terzaghi, Constante Mendiondo y Álvaro Martínez Spinola.

#### Candidatos
| Elecciones municipales Río Negro |                  |
| Candidato                        | Partido          |
| Oscar Terzaghi                   | Frente Amplio    |
| Constante Mendiondo              | Frente Amplio    |
| Álvaro Martínez Spinola          | Frente Amplio    |
| Omar Lafluf                      | Partido Nacional |
| Walter Sburlatti                 | Partido Nacional |
| Ruben Rodríguez López            | Partido Colorado |
| Marcos Batlle                    | Partido Colorado |

### Rivera

#### Desarrollo
El ex-intendente colorado Tabaré Viera tiene un alto porcentaje de aprobación, no obstante no podrá ser reelegido al haber terminado su segundo período, el encargado de mantener esta comuna en manos del Partido Colorado será Marne Osorio. Los otros candidatos colorados son Isidro de los Santos y Guido Machado.
Dentro del Partido Nacional el herrerista Fernando Araújo se presentó como la más viable alternativa dentro del partido Nacional, secundado por Juan Damboriarena y Augusto Cal.
El representante de la coalición de izquierda Frente Amplio también se manejó candidaturas múltiple Antonio Cabrera, Adriana Garicoits y Domingo Cairello.
Finalmente resultó elegido Marne Osorio.

#### Candidatos
| Elecciones municipales Rivera |                       |
| Candidato                     | Partido               |
| Antonio Cabrera               | Frente Amplio         |
| Adriana Garicoits             | Frente Amplio         |
| Domingo Cairello              | Frente Amplio         |
| Fernando Araújo               | Partido Nacional      |
| Juan Damboriarena             | Partido Nacional      |
| Augusto Cal                   | Partido Nacional      |
| Marne Osorio                  | Partido Colorado      |
| Isidro De los Santos          | Partido Colorado      |
| Guido Machado                 | Partido Colorado      |
| Leonidas Bayo                 | Partido Independiente |

#### Encuestas de opinión
| Encuestas de opinión |                     | |
| Fuente               | Fecha               | Resultados |
| Interconsult         | Publicada 26/4/2010 | Frente Amplio 28%, Partido Nacional 28%, Partido Colorado 29%, no sabe/no contesta 11%, votos en blanco u otros 2% |

### Rocha

#### Desarrollo
Tal vez una de las intendencias peor administradas de las últimas décadas, tras ver la alternancia sucesiva de Adauto Puñales e Irineu Riet Correa cada uno en dos periodos, en 2005 vio por primera vez un intendente frenteamplista, Artigas Barrios. A principios de 2009 su gestión municipal mantenía una aprobación del 70%, y fue en busca de la reelección para el período 2010 - 2015. Como desafiantes en el Partido Nacional aparecen José Carlos Cardoso y Alem García.
Asamblea Popular postula a Enrique Razetti y el Partido Independiente postula a Alfredo Peguri.
Finalmente Artigas Barrios resultó reelecto.

#### Candidatos
| Elecciones municipales Rocha |                       |
| Candidato                    | Partido               |
| Artigas Barrios              | Frente Amplio         |
| José Carlos Cardoso          | Partido Nacional      |
| Alem García                  | Partido Nacional      |
| Yeanneth Puñales             | Partido Colorado      |
| Edgardo Saint Esteven        | Partido Colorado      |
| Alfredo Pegurí               | Partido Independiente |
| Enrique Razetti              | Asamblea Popular      |

### Salto

#### Desarrollo
En 2005 ingresó el primer intendente frenteamplista, Ramón Fonticiella, que ahora procuró la reelección. Compitieron con él Felipe Mutti y Daniel Dalmao.
En el Partido Nacional se postularon el reelecto diputado aliancista Rodrigo Goñi Romero, Gustavo Coronel y Luis María Leglise.
A nivel del Partido Colorado se postularon el senador electo Germán Coutinho (que recibió el respaldo de dirigentes blancos, entre otros, de Gonzalo Ferreira Sienra) y el ex intendente Eduardo Malaquina.
Asamblea Popular postuló a Jorge Moragues, y el Partido Independiente a Marisel Calfani.
Finalmente resultó elegido Germán Coutinho.

#### Candidatos
| Elecciones municipales Salto |                       |
| Candidato                    | Partido               |
| Ramón Fonticiella            | Frente Amplio         |
| Felipe Mutti                 | Frente Amplio         |
| Daniel Dalmao                | Frente Amplio         |
| Rodrigo Goñi Romero          | Partido Nacional      |
| Luis María Leglise           | Partido Nacional      |
| Gustavo Coronel              | Partido Nacional      |
| Germán Coutinho              | Partido Colorado      |
| Eduardo Malaquina            | Partido Colorado      |
| Marisel Calfani              | Partido Independiente |
| Jorge Moragues               | Asamblea Popular      |

#### Encuestas de opinión
| Encuestas de opinión                |                                       | |
| Fuente                              | Fecha                                 | Resultados |
| Ágora Investigación Social Aplicada | publicada 3 de mayo de 2010           | Frente Amplio 44%, Partido Nacional 19%, Partido Colorado 29%, P.Independiente + A.Popular + blanco + anulado 3%, indecisos 5%                                    |
| FOCUS                               | publicada 26 de abril de 2010         | Frente Amplio 37%, Partido Nacional 15%, Partido Colorado 35% |
| Agora Investigación Social Aplicada | Entre el 20 y 27 de enero de 2010     | Frente Amplio 45%, Partido Nacional 19%, Partido Colorado 21%, Partido Independiente 0.5%, otros partidos 0.5%, no sabe o no contesta 12%, en blanco o anulado 3% |
| Focus                               | Entre el 16 y 20 de diciembre de 2009 | Frente Amplio 40%, Partido Nacional 32%, Partido Colorado 17%, Partido Independiente 1%, no sabe o no contesta 10%                                                |
| Agora Investigación Social Aplicada | Entre el 24 y 30 de noviembre de 2009 | Frente Amplio 43%, Partido Nacional 23%, Partido Colorado 22%, Partido Independiente 0.5%, no sabe o no contesta 9%, en blanco o anulado 2,5%                     |

### San José

#### Desarrollo
El blanco Juan Chiruchi, no puede ser reelegido. José Luis Falero y Mercedes Antía se presentaron como candidatos por el Partido Nacional.
Por el otro lado, el Frente Amplio sacó una ventaja de más de 5000 votos en las elecciones de octubre de 2009 y para esta elección presentó dos candidatos, Walter de León y Julio Callorda. Entre las novedades en el Frente Amplio, se encuentra la del conductor de radio y televisión Omar Gutiérrez, conocido por embanderarse siempre con su departamento. Omar Gutiérrez fue el tercer suplente de los candidatos frenteamplistas, como forma de apoyo en estas elecciones.
El Partido Independiente postuló a Antonio Martínez y a Marcelo Trías.
Finalmente resultó elegido José Luis Falero.

#### Candidatos
| Elecciones municipales San José |                       |
| Candidato                       | Partido               |
| Julio Callorda                  | Frente Amplio         |
| Walter De León                  | Frente Amplio         |
| José Luis Falero                | Partido Nacional      |
| Mercedes Antía                  | Partido Nacional      |
| Juan José Tartaglia             | Partido Colorado      |
| Marcelo Trías                   | Partido Independiente |
| Antonio Martínez                | Partido Independiente |
| Eduardo Hernández               | Asamblea Popular      |

#### Encuestas de opinión
| Encuestas de opinión |                               | |
| Fuente               | Fecha                         | Resultados |
| Interconsult         | publicada 3/5/2010            | Frente Amplio 36%, Partido Nacional 48%, Partido Colorado 5%, Otros y en blanco 3%, NS/NC 8%                             |
| Equipos Mori         | del 19 al 22 de abril de 2010 | Frente Amplio 34%, Partido Nacional 50%, Partido Colorado 3%, indecisos 10%, Partido Independiente + Asamblea Popular 3% |

### Soriano

#### Desarrollo
El intendente nacionalista Guillermo Besozzi se presentó para la reelección, junto con él se postularon sus correligionarios Carlos Aunchayna y Daniel Ordusgoity.
Mientras que el Frente Amplio presetó a Ramón Mastandrea, Jacqueline Gurruchaga y a Julio Guastavino.
Asamblea Popular postuló a Delia Villalba.
Finalmente Guillermo Besozzi resultó reelecto.

#### Candidatos
| Elecciones municipales Soriano |                       |
| Candidato                      | Partido               |
| Jacqueline Gurruchaga          | Frente Amplio         |
| Julio Guastavino               | Frente Amplio         |
| Ramón Mastandrea               | Frente Amplio         |
| Guillermo Besozzi              | Partido Nacional      |
| Daniel Ordusgoity              | Partido Nacional      |
| Carlos Aunchayna               | Partido Nacional      |
| Federico Barboza               | Partido Colorado      |
| José Sportuno                  | Partido Colorado      |
| Horacio Labadie                | Partido Independiente |
| Delia Villalba                 | Asamblea Popular      |

### Tacuarembó

#### Desarrollo
Un departamento de larga tradición blanca. El intendente Wilson Ezquerra Martinotti se presentó a la reelección, mientras que el ex intendente blanco Sergio Chiesa se presentó como segunda opción por el Partido Nacional.
En el Frente Amplio se postula a Daniel Gadola, Edgardo Rodríguez y a Rudyard Esquivo.
Por el Partido Colorado se presentaron Dante Dini y Ariel Betizagasti.
Finalmente Wilson Ezquerra resultó reelecto.

#### Candidatos
| Elecciones municipales Tacuarembó |                  |
| Candidato                         | Partido          |
| Edgardo Rodríguez                 | Frente Amplio    |
| Rudyard Esquivo                   | Frente Amplio    |
| Daniel Gadola                     | Frente Amplio    |
| Wilson Ezquerra Martinotti        | Partido Nacional |
| Sergio Chiesa                     | Partido Nacional |
| Dante Dini                        | Partido Colorado |
| Ariel Betizagasti                 | Partido Colorado |

### Treinta y Tres

#### Desarrollo
Históricamente blanco, tras dos décadas de hegemonía de Wilson Elso Goñi en 2005 obtuvo el triunfo el frenteamplista Gerardo Amaral, el cual presentó su reelección. A su vez dentro del Frente Amplio habrá un segundo candidato, José Olascuaga.
Dentro del Partido Nacional se confirmó la postulación de Dardo Sánchez Cal, Quntín Olano y Edgardo Mier.
Por el Partido Colorado se presentaron Beatriz Eguren y Alejandro Pinho
Asamblea Popular postuló a José Romero. Por el Partido Independiente se presentó Alejandro De León.
Finalmente resultó elegido Dardo Sánchez.

#### Canditatos
| Elecciones municipales Treinta y Tres |                       |
| Candidato                             | Partido               |
| Gerardo Amaral                        | Frente Amplio         |
| José Olascuaga                        | Frente Amplio         |
| Dardo Sánchez Cal                     | Partido Nacional      |
| Edgardo Mier                          | Partido Nacional      |
| Quntín Olano                          | Partido Nacional      |
| Beatriz Eguren                        | Partido Colorado      |
| Alejandro Pinho                       | Partido Colorado      |
| Alejandro De León                     | Partido Independiente |
| José Romero                           | Asamblea Popular      |

### Resumen de Encuestas
El siguiente es un resumen por departamento con los partidos que encabezan las preferencias de acuerdo a la última encuesta de cada empresa consultora.
| Primera preferencia en Encuestas de opinión |                                               |                                 |              |
| Departamento                                | Frente Amplio                                 | P.Nacional                      | P.Colorado   |
| Artigas                                     | Ágora                                         |                                 |              |
| Canelones                                   | Interconsult Equipos Mori                     |                                 |              |
| Cerro Largo                                 |                                               |                                 |              |
| Colonia                                     |                                               | Cifra Equipos Mori Interconsult |              |
| Durazno                                     |                                               |                                 |              |
| Flores                                      |                                               |                                 |              |
| Florida                                     |                                               |                                 |              |
| Lavalleja                                   |                                               |                                 |              |
| Maldonado                                   | Equipos Mori Factum Cifra People's Tendencies |                                 |              |
| Montevideo                                  | Equipos Mori Factum Cifra Interconsult        |                                 |              |
| Paysandú                                    | Interconsult                                  |                                 |              |
| Río Negro                                   |                                               |                                 |              |
| Rivera                                      |                                               |                                 | Interconsult |
| Rocha                                       |                                               |                                 |              |
| Salto                                       | Ágora Focus                                   |                                 |              |
| San José                                    |                                               | Equipos Mori Interconsult       |              |
| Soriano                                     |                                               |                                 |              |
| Tacuarembó                                  |                                               |                                 |              |
| Treinta y Tres                              |                                               |                                 |              |

Nota:

Las consultoras no publicaron información en todos los Departamentos.

## Resultados
Percentaje de votos escrutados: 100 %
| Departamento   | Frente Amplio | Partido Nacional | Partido Colorado | Partido Independiente | Asamblea Popular | En blanco | Sobres c/Hojas anuladas | Observados anulados | Suma votos no observados | Habilitados | Electo/a            |
| Artigas        | 21.842        | 19.329           | 4.574            | 60                    | 106              | 946       | 526                     | 1.872               | 48.625                   | 57.804      | Patricia Ayala      |
| Canelones      | 163.505       | 70.931           | 29.430           | 3.400                 | 2.072            | 17.832    | 2.093                   | 94.439              | 313.242                  | 356.676     | Marcos Carámbula    |
| Cerro Largo    | 20.856        | 28.740           | 4.433            | 0                     | 59               | 953       | 525                     | 2.092               | 58.497                   | 67.122      | Sergio Botana       |
| Colonia        | 27.035        | 45.093           | 8.824            | 0                     | 127              | 2.428     | 1.495                   | 1.037               | 88.219                   | 99.361      | Walter Zimmer       |
| Durazno        | 10.580        | 24.021           | 2.518            | 287                   | 149              | 1.056     | 524                     | 1.875               | 39.544                   | 45.979      | Benjamín Irazábal   |
| Flores         | 4.462         | 11.300           | 1.936            | 129                   | 0                | 679       | 296                     | 301                 | 18.967                   | 21.543      | A. Castaigndebat    |
| Florida        | 20.259        | 20.502           | 4.932            | 0                     | 138              | 1.314     | 719                     | 1.915               | 48.194                   | 55.060      | Carlos Enciso       |
| Lavalleja      | 14.353        | 23.517           | 3.821            | 287                   | 52               | 1.363     | 624                     | 860                 | 44.592                   | 50.129      | Adriana Peña        |
| Maldonado      | 50.388        | 32.062           | 13.297           | 941                   | 167              | 3.078     | 1.976                   | 977                 | 105.076                  | 120.430     | Óscar de los Santos |
| Montevideo     | 402.314       | 173.276          | 157.403          | 11.343                | 9.872            | 66.251    | 35.921                  | 5.728               | 875.106                  | 1.056.171   | Ana Olivera         |
| Paysandú       | 31.904        | 32.676           | 5.649            | 0                     | 398              | 1.985     | 1.157                   | 2.925               | 74.710                   | 89.428      | Bertil Bentos       |
| Río Negro      | 13.287        | 15.265           | 5.523            | 0                     | 0                | 879       | 520                     | 590                 | 35.984                   | 41.776      | Omar Lafluf         |
| Rivera         | 14.074        | 17.918           | 34.141           | 0                     | 0                | 1.449     | 529                     | 19                  | 68.221                   | 78.984      | Marne Osorio        |
| Rocha          | 26.563        | 15.201           | 3.902            | 218                   | 271              | 1.954     | 900                     | 118                 | 50.574                   | 57.972      | Artigas Barrios     |
| Salto          | 33.036        | 10.166           | 34.102           | 570                   | 102              | 1.941     | 863                     | 1.955               | 81.572                   | 96.875      | Germán Coutinho     |
| San José       | 22.219        | 38.101           | 2.637            | 433                   | 318              | 2.192     | 1.105                   | 1.594               | 68.359                   | 77.046      | José Luis Falero    |
| Soriano        | 19.074        | 31.952           | 3.630            | 320                   | 170              | 1.777     | 876                     | 1.764               | 59.541                   | 68.722      | Guillermo Besozzi   |
| Tacuarembó     | 14.873        | 42.694           | 3.227            | 0                     | 0                | 1.350     | 543                     | 2.117               | 63.515                   | 73.288      | Wilson Ezquerra     |
| Treinta y Tres | 14.165        | 17.144           | 1.835            | 100                   | 85               | 592       | 372                     | 1.418               | 34.590                   | 39.388      | Dardo Sánchez       |
| Total          | 924.789       | 669.888          | 325.814          | 18.088                | 14.086           | 110.019   | 51.564                  | 123.596             | 2.177.128                | 2.553.754   |                     |

## Municipios
En 2009 y comienzos de 2010 se aprobaron la Ley N.º 18.567 ("de descentralización política y participación ciudadana") y sus modificativas N.º 18.644, 18.653, 18.659 y 18.665. Se creó con ello un sistema de órganos locales en 81 ciudades del interior del país y 8 zonas de Montevideo, denominados Municipios y formados por cinco personas (cuatro Concejales y el presidente, que recibe el título de Alcalde). Este cargo se adjudica a la lista más votada del lema más votado dentro del municipio.

## Perspectivas a futuro
En la campaña de las elecciones presidenciales de 2009, mucho se habló de la convocatoria a una Asamblea Constituyente; entre otros cometidos, no se descartaba que la misma formulase un cambio en las reglas para las elecciones municipales, hay quienes pretenden volver a celebrarlas conjuntamente con las elecciones presidenciales. En ese caso, se habría visto modificado el ciclo electoral de 2014-2015; sin embargo, faltando algo más de un año para que este se inicie, no se vislumbra voluntad política para que se haga realidad la propuesta de reforma constitucional. Sí se habla con más insistencia sobre la posible creación de nuevas alcaldías en varios departamentos.